# Malinconia (Luca Carboni)
Malinconia è il primo singolo estratto dal nono album in studio del cantautore italiano Luca Carboni, pubblicato l'8 settembre 2006.
Il brano fa parte della colonna sonora del film Notte prima degli esami - Oggi.
Ha ottenuto molto successo in radio nel mese di ottobre 2006.
È stato pubblicato anche un videoclip della canzone.

## Tracce
Testi e musiche di Luca Carboni.
1. Malinconia

## Classifiche
| Classifica (2006) | Posizione massima |
| ----------------- | ----------------- |
| Italia            | 8                 |